# Tom Jones (énekes)
Sir Thomas John Woodward (művésznevén Tom Jones) (Pontypridd, 1940. június 7. –) Grammy-díjas walesi popénekes, színész, a Brit Birodalom rendjének birtokosa.

## Pályafutása
Apja, Thomas John Woodward (elhunyt: 1981) szénbányász volt, anyja, Freda Jones (elhunyt: 2003) háztartásbeli. Jones római katolikus vallású, szinte az összes fellépésén keresztet hord a nyakában.
13 éves korában (1953) gümőkór támadta meg, így két évet ágyban töltött. 1956-ban otthagyta az iskolát és különféle munkákat vállalt. 1963-ban megalakult a Tommy Scott and the Senators nevű együttese, majd a következő évben megkötötte első lemezszerződését. 1965-ben elnyerte a Grammy-díjat a legjobb művész kategóriában. 1969 és 1971 között népszerű tévéműsort vezetett This is Tom Jones címmel. A show-ért 1970-ben Golden Globe-díjra jelölték. Sok időt töltött Las Vegasban, akárcsak legkedvesebb barátja, Elvis Presley. 1974-ben az Amerikai Egyesült Államokba költözött családjával. Az Egyesült Királyság slágerlistáira 1987-ben tért vissza az A Boy From Nowhere című számmal, mely a Matador című West End-i musical zenei témája is lett egyben.
1992-ben önmagát szinkronizálta A Simpson családban, 1996-ban pedig a Támad a Mars! című filmben szerepelt. 2003-ban a Duck Dodgers rajzfilmsorozatnak énekelte a főcímét. Szerepelt az egyik epizódban is, amelyben Dodó kacsa „kölcsönveszi” a hangját.
Pályája során 100 filmben énekelt, legismertebb a Woody Allen forgatókönyvéből készült Mi újság, cicamica?, illetve a Tűzgolyó című James Bond-film. Jelenleg a kaliforniai Beverly Hillsben él. 1999-ben megkapta a Brit Birodalom Érdemrendjét, 2006-ban II. Erzsébet brit királynő lovaggá ütötte.
Az énekes Praise and Blame című 2010. július 26-án megjelent albuma jobban fogyott kiadása hetében az Egyesült Királyságban, mint Eminem Recovery című lemeze, így a brit toplistákon a második helyet szerezte meg magának. Jones 2010-ben részt vett Monacóban a Vöröskereszt 62. alkalommal megrendezett bálján, és 3,1 millió fontot kapott azért, hogy egy 90 perces jótékonysági koncertet adjon a helyszínen. Ezzel a gázsival rekordot is döntött, ugyanis előtte korábban senki sem keresett egyetlen koncerttel ennyi pénzt.
2012. május 21-én jelent meg Jones negyvenedik stúdióalbuma, a Spirit in the Room. Az albumon található, Leonard Cohen által írt Tower of Song című dal Tom Jones általi feldolgozásához készült videóklipet 2012. április 24-én töltötték fel a világhálóra, majd egyetlen hét alatt sok ezren hallgatták meg.
2012-ben és 2013-ban a BBC The Voice című tehetségkutató műsorában vállalt mentori feladatot Jessie J, Danny O'Donoghue és Will.i.am oldalán. Az első évadot Jones csapatának tagja, Leanne Mitchell nyerte meg. A finálét mintegy hétmillió brit követte figyelemmel. A műsor adása során Jones a legidősebb zsűritagként olyan dalokat adott elő mentor- és csapattagjaival, mint többek között a Beautiful Day, Hit the Road Jack, Rip It Up, Johnny B. Goode, Shout, Long Tall Sally, Games People Play, Breakeven, Get Lucky és az I Gotta Feeling. A BBC 15 ezer fontot fizetett az énekesnek, hogy a műsor huszonegy napos felvétele alatt a Savoy Hotel londoni luxusszállodába lakjon.
2012-ben jelent meg Jones negyvenedik stúdióalbuma, a Spirit in the Room. Az albumon található, Leonard Cohen által írt Tower of Song című dal Tom Jones általi feldolgozásához készült videóklipet a 2012. április 24-i feltöltés után egy hét alatt több ezren nézték meg.
Jones nagy bokszrajongó, több tucat mérkőzés előtt énekelte el a brit nemzeti himnuszt, a God Save the Queent. 2012. november 11-én is járt ökölvívó-mérkőzésen, akkor a WBO félnehézsúlyú világbajnoka, Nathan Cleverlyt kísérte a ringbe, majd a mérkőzés után ő tette fel rá a győztesnek járó övet.
1965 óta hozzávetőleg 150 millió darabot adtak el lemezeiből. 2011-ben valamivel több mint hatvan helyszínen lépett fel telt házas közönség előtt Praise & Blame nevet viselő turnéjával.

## Reklám
Az 1960-as évektől reklámozza a Coca-Colát. Felénekelte a Things go better with Coca-Cola és a It's Not Unusual című dalt. 1996-ban feltűnt a Victoria’s Secret fehérneműgyártó cég reklámjában.

## Tom Jones Magyarországon

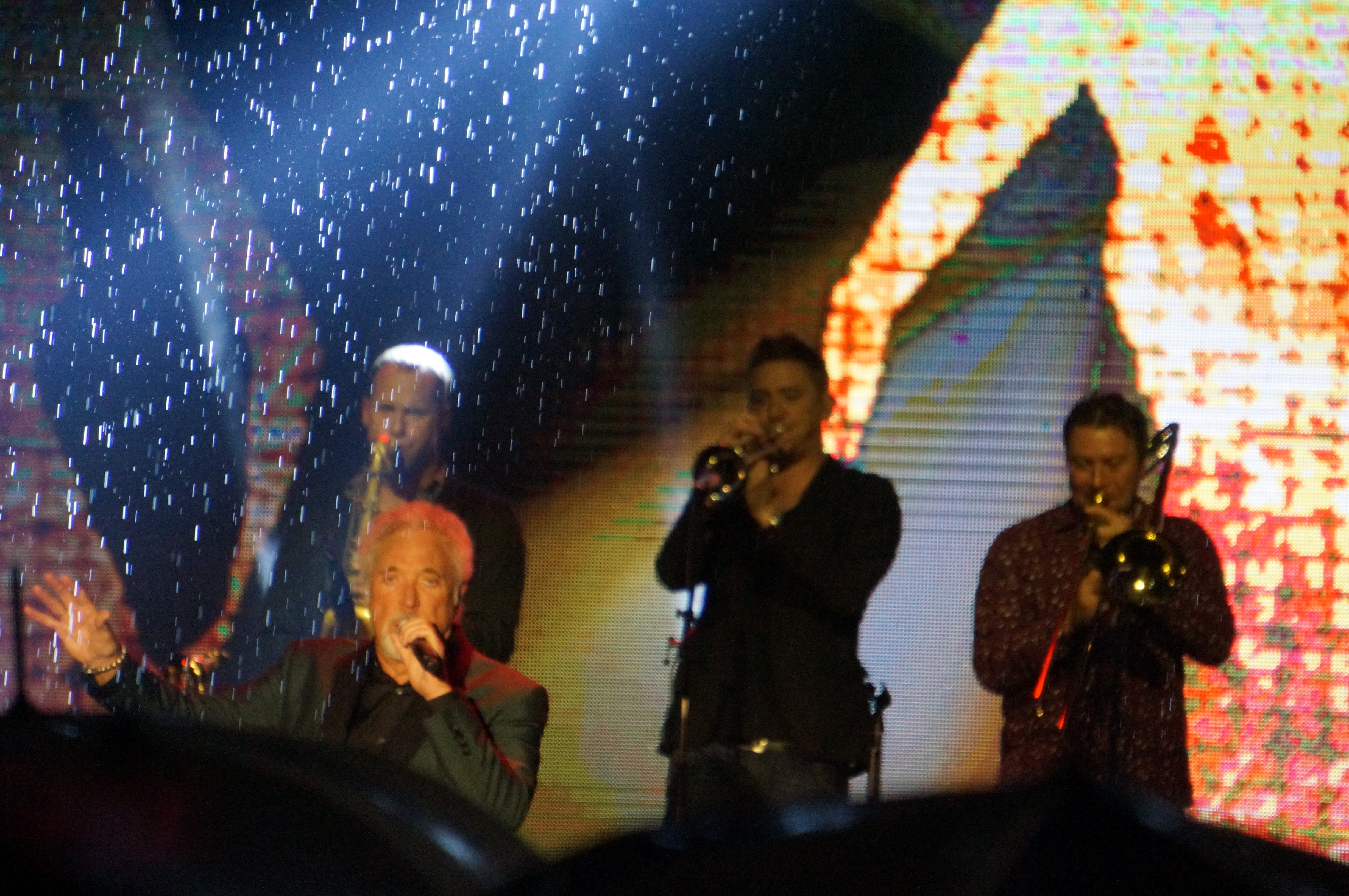
Koncertfotó Győrben (2014)

A legendás énekes 2001. szeptember 23-án telt házas koncertet adott a budapesti Kisstadionban. A koncert gerincét az 1999-ben készült Reload című albumának felvételei adták. Nyolc évvel később, 2009. november 11-én újra Budapesten adott telt házas koncertet 12 ezer néző előtt a Papp László Budapest Sportarénában, ahol a 24 hours című albumát népszerűsítette.
2009-ben őt választották a magyar Periodika Magazin olvasói a világ legszexisebb férfijának.
2014. augusztus 23-án Tom Jones Győrben adott koncertet, amely a város nyári programsorozatát zárta, és a nézők számára ingyenes volt.

## Magánélete
1957-ben, 16 éves korában vette feleségül szerelmét, Linda Trenchardot, majd 1957. április 11-én megszületett fia Mark Woodward, aki 1986-tól a menedzsere lett.
Magánéletét nem kerülték el a botrányok. 1973-ban Marjorie Wallace (született: 1954) szépségkirálynővel, az akkori Miss Worlddel volt afférja, és állítólag Cassandra Petersonnal (beceneve: Elvira, született: 1951) is egyéjszakás kalandba keveredett. Peterson azt állította, hogy az énekes vette el a szüzességét.
Egyes feltételezések szerint Tom Jones 500-600 nővel kerülhetett intim kapcsolatba élete során.
Habár önéletrajzot nem publikált, más szerzők előszeretettel írják meg életrajzát. A Tom Jones életét feldolgozó legismertebb életrajzok:
- Thomas W. Hook – Tom Jones, a walesi Hang (2009, Tom Jones the voice of Wales)
- Robin Eggar – Tom Jones: A Hang élete (2000, eredeti cím: Tom Jones: The Biography)
- Gwen Russell – Tom Jones: From the Valleys to Vegas: The Biography (2010)

## Albumai
- Along came Jones (1965)
- What's New Pussycat (1965)
- A-tom-ic Jones (1965)
- It's Not Unusual (1965)
- From The Heart (1966)
- Green Green Grass Of Home (1966)
- Funny Familiar Forgotten Feelings (1967)
- 13 Smash Hits (1967)
- Delilah (1968)
- The Tom Jones Fever Zone (1968)
- Help Yourself (1968)
- Tom (1970)
- This Is Tom Jones (1970)
- I (Who Have Nothing) (1970)
- Tom Jones Sings She's A Lady (1971)
- Close Up (1972)
- The Body and Soul of Tom Jones (1973)
- Somethin' Bout You Baby I Like (1974)
- Memories Don't Leave Like People Do (1975)
- Say You'll Stay Until Tomorrow (1977)
- What A Night (1977)
- The Country Side of Tom Jones (1978)
- Rescue Me (1979)
- Do You Take This Man (1979)
- Darlin' (1981)
- Country (1982)
- Don't Let Our Dreams Die Young (1983)
- Love Is on the Radio (1984)
- Tender Loving Care (1985)
- At This Moment (1989)
- Carrying A Torch (1991)
- The Lead And How To Swing It (1994)
- From The Vaults (1998)
- Reload (1999)
- Mr. Jones (2002)
- Tom Jones & Jools Holland (2004)
- 24 hours (2008)
- Praise and Blame (2010)
- Spirit in the room (2012)

## Ismertebb dalai
- "Chills and Fever" (1964)
- "It's Not Unusual" (1965)
- "Spanish Harlem" (1965)
- "What's New Pussycat?", Woody Allen azonos című filmjéhez. (1965)
- "Thunderball", egy James Bond film zenéje (1965)
- "With These Hands" (1965)
- "Once Upon a Time" (1965)
- "The Green, Green Grass of Home" (1966)
- "Once There Was a Time" (1966)
- "I'll Never Fall In Love Again" (1967)
- "I'm Coming Home" (1967)
- "Delilah" (1968)
- "Help Yourself" (1968)
- "Without Love" (1969)
- "Love Me Tonight" (1969)
- "The Man Who Knows Too Much" (1969)
- "I (Who Have Nothing)" (1970)
- "Daughter of Darkness" (1970)
- "Can't Stop Loving You" (1970)
- "She's A Lady" (1971)
- "Till" (1971)
- "Puppet Man" (1971)
- "The Young New Mexican Puppeteer" (1972)
- "Have You Ever Been Lonely?" (1977)
- "On the Road Again" (1978)
- "Fame" (1981)
- "Touch Me" (1982)
- "It'll Be Me" (1983)
- "A Boy From Nowhere" (1987)
- "Kiss" (1988) (Prince dala; zene: The Art of Noise)
- "If I Only Knew" (1994)
- "All You Need is Love" (1994)
- "Kung Fu Fighting" (1997)
- "You Can Leave Your Hat On" (1997)
- "Burning Down The House" (1999) (The Cardigans)
- "Baby, It's Cold Outside" (1999) (Cerys Matthews of Catatonia)
- "Lust for Life" (1999) (Iggy Pop; The Pretenders)
- "Mama Told Me Not To Come" (1999)
- "I'm Left, You're Right, She's Gone" (1999)
- "Sex Bomb" (1999) (Mousse T.)
- "You Need Love Like I Do" (2000)
- "Tom Jones International" (2003)
- "Black Beauty" (2003)
- "Be-Bop-A-Lula" (2003)
- "Dont you kiss my cheek" (2003)
- "It'll Be Me" (2004)
- "St. James Infirmary Blues" (2004)
- "Life's short to be with you" (2004)
- "Stoned in Love" (2006)
- "24 Hours" (2008)
- "Never" (2008)
- "Sugar Daddy" (2008)
- "In Style And Rhythm" (2008)
- "Give A Little Love" (2008)
- "If He Should Ever Leave You" (2008)
- "I’m Alive" (2008)
- "The Road" (2008)
- "More than memories" (2008)
- "We got love" (2008)
- "Take Me Back to the Party" (2009)
- "What good am I? (2010)
- "Did Trouble Me" (2010)
- "Strange things that happening every day" (2010)
- "Burning Hell" (2010)
- "Tower of Song" (2012)
- "Bad as Me" (2012)
- "Hit or Miss" (2012)

## Filmek, amelyekben énekelt
- Madea Goes to Jail (2009)
- Dancing with the Stars (2008)
- Kés/Alatt (Nip/Tuck, 2003)
- Pénz beszél (Two for the Money, 2005)
- Domino (2005)
- Románc és cigaretta (Romance & Cigarettes, 2005)
- Matador(The Matador, 2005)
- Will & Grace (2002)
- The Office (2001)
- Kutyák és macskák (Cats & Dogs, 2001)
- A csábítás elmélete (Someone Like You..., 2001)
- Beépített szépség (Miss Congeniality, 2000)
- 28 nap (28 Days, 2000)
- Agnes Browne (1999)
- Jóbarátok (Friends, 1999)
- Vakrepülés (Pushing Tin, 1999)
- Deep Impact (1998)
- Támad a Mars! (Mars Attacks!, 1996)
- Wong Foo, kösz mindent! – Julie Newmar (To Wong Foo Thanks for Everything, Julie Newmar, 1995)
- A Simpson család (The Simpsons, 1991–1992)
- Marslakó a mostohám (My Stepmother Is an Alien, 1988)
- A Rózsaszín Párduc újra lecsap (The Pink Panther Strikes Again, 1976)
- The Sonny and Cher Show (1976)
- Miújság cicamica? (What's New Pussycat, 1965)
- James Bond: Tűzgolyó (Thunderball, 1965)

## Filmek, amelyekben szerepelt
- A blues (2003)
- Tom Jones: Duets By Invitation Only (2001) közreműködő
- The Emperor's New Groove (2000)
- Agnes Browne (1999)
- Támad a Mars! (1996)
- Parti a Palotában közreműködő
- Fantasy Island (1978)
- Spotlight (1967)
- The Bruce Forsyth Show (1966)

## Könyv
- Robin Eggar: Tom Jones. A Hang élete; ford. Sebők Judit, Jávor Péter, Gyöngyösi Katalin; K. u. K., Budapest, 2002
- Thomas W. Hook: Tom Jones, a walesi hang; ford. Szántai Zsolt; STB, Kistarcsa, 2009
- A csúcson innen és túl. Önéletrajz; ford. Mészáros Márton, Németh Dorottya; Kossuth, Budapest, 2019